# Баярд, Томас Фрэнсис
Томас Фрэнсис Баярд (англ. Thomas Francis Bayard) — американский политик-демократ, сенатор, 30-й Госсекретарь США.

## Молодость и семья
Томас Баярд родился в Уилмингтоне, Делавэр, в семье сенатора Джеймса Баярда-младшего и Энн Фрэнсис. Его дед, Джеймс Баярд-старший, также был сенатором. Томас тоже будет избран в сенат, от Бурбонных демократов.
После окончания учёбы в 1851 году Баярд был принят в коллегию адвокатов, и стал работать помощником своего отца. В 1853—1854 был прокурором США по округу Делавэр. В 1854—1858 вместе с другом Уильямом Шиппеном вёл адвокатскую практику в Филадельфии. После этого снова вернулся на работу к отцу.
В 1856 году женился на Луизе Ли (ум. в 1886). В 1889 женился снова, на Мэри Климер.

## Гражданская война
Как и отец, Томас Баярд выступал против политики предотвращения раскола государства, но после начала войны выступил сторонником США. Был обвинён в сотрудничестве с КША, так как в Делавэре существовали сторонники сецессии. Подозрение пало именно на него потому, что в его полку, известному как «Делавэрская охрана», были проюжане, да и на счёт лояльности самого Баярда у многих возникали сомнения. Арестован, но вскоре освобождён, так как его полк был расформирован. Также он известен тем, что 2 января 1861 года окончательно убедил Генеральную ассамблею Делавэр остаться в составе США.

## Сенатор
4 марта 1869 года Баярд занял отцовское кресло в Сенате США. Неоднократно был председателем разных сенатских комитетов, в том числе по финансам и по частной собственности. Входил в комитет, который определил победителем на президентских выборах 1876 года Ратерфорда Хейса. В 1876, 1880, и 1884 выставлял свою кандидатуру на выдвижение на пост президента США, но в результате внутрипартийных выборов всегда оказывался на втором месте.

## Государственный секретарь
С 7 марта 1885 по 4 марта 1889 год Баярд занимал пост Госсекретаря США в администрации Гровера Кливленда. В этой должности он заключил договор о рыболовстве с Великобританией, который уладил противоречия между США и Канадой в Северной Атлантике. Также при его участии был урегулировано противоречие Великобритании и Германии касательно Самоа. Кроме того, было достигнуто соглашение с Испанией, отменявшее некоторые торговые тарифы.

## Посол в Великобритании
В 1889—1893 гг. занимался адвокатской практикой, а после возвращения Гровера Кливленда на пост президента был назначен послом в Великобритании. В период с 1893 по 1897 год укреплял связи между двумя государствами, однако и успел раскритиковать политику протекционизма в торговле у себя на родине. Был уж очень неравнодушен к Великобритании, и в 1895 Палата представителей собиралась снять его с должности. Английская сторона, наоборот, была очень довольна его работой.

## Смерть и память
28 сентября 1898 года Томас Фрэнсис Баярд умер в доме своей дочери в Дедеме, Массачусетс. Похоронен на кладбище Old Swedes в Уилмингтоне. Его сын, Томас Фрэнсис Баярд-младший продолжил семейную традицию, и в 1922—1929 заседал в Сенате. В родном городе Баярда его именем названа начальная школа, а также возведён памятник.